# Ларссон, Ларс-Эрик (композитор)
Ларс-Эрик Вильнер Ларссон (швед. Lars-Erik Vilner Larsson; 15 мая 1908, Окарп, лен Мальмёхус (ныне лен Сконе)— 27 декабря 1986, Хельсингборг) — шведский композитор, дирижёр, критик, педагог.

## Биография
В 1924 году сдал экзамен на органиста. В 1925—1929 годах учился в Королевской музыкальной консерватории в Стокгольме у Э. Эльберга (композиция) и О. Моралеса (дирижирование). В 1930—1931 годах учился в Вене у А. Берга и в Лейпциге у Ф. Ройтера.
С 1931 года — хормейстер в Королевской опере в Стокгольме; в 1933—1937 годах — музыкальный критик в Лундском ежедневнике. В 1947—1959 годах — профессор композиции Королевской высшей музыкальной школы в Стокгольме. В 1961—1965 годах — директор музыки Уппсальского университета.
В 1937—1954 годах Ларс-Эрик Ларссон часто дирижировал на Шведском радио.

## Творчество
Композиторский стиль Л.-Э. Ларссона эклектичен — от позднеромантического до додекафонии Шёнберга, в то же время отличается чёткостью форм и яркостью гармонии.
Автор опер, оркестровой, камерной и инструментальной музыки. Известен также работами для радио, театра и кино.

### Избранные произведения
оперы
- Принцесса Кипра (швед. Prinsessan av Cypern), соч. 9 (1930—1936) — в 4-х действиях; либретто С. Топелиуса по мотивам Калевалы; первое исполнение 29 апреля 1937 в Королевской опере в Стокгольме, дирижёр Герберт Сандберг[англ.]
- Тюрьма на Бохусе (швед. Arresten på Bohus), опера-буфф (1938—1968), текст А. Хенриксона
- швед. Domedagshästen

балет
- Линден (швед. Linden; 1958); первое исполнение 30 апреля 1958 в Королевской опере

для оркестра
- Симфония № 1 ре мажор, соч. 2 (1927—1928); первое исполнение 27 апреля 1929 студенческим оркестром Королевской музыкальной консерватории в Стокгольме, дирижировал автор
- Симфонический этюд, соч. 5 (1930); премьера 6 февраля 1944, оркестр Шведского радио Радио, дирижёр Т. Манн
- Симфония № 2, соч. 17 (1936—1937); первое исполнение 24 ноября 1937 в Стокгольмском Концертном зале, дирижировал автор
- Ostinato, из Симфонии № 2, соч. 17 (1936—1937); первое исполнение 1 апреля 1939 на ISCM-фестивале в Варшаве
- Симфония № 3, соч. 34 (1944—1945); первое исполнение 10 февраля 1946 в зале Стокгольмского Концертного общества, дирижёр Т. Манн
- Концертная увертюра № 1, соч. 4 (1929); премьера 7 марта 1934 в Евле, Евлеборгский оркестр, дирижировал автор
- Концертная увертюра № 2, соч. 13 (1934); премьера 27 декабря 1935 года в Гётеборге, Гётеборгский оркестр, дирижёр Т. Манн
- Музыка для оркестра (1949); премьера 12 января 1950 на концерте к 25-летию симфонического оркестра Мальмё, дирижёр С. Аксельсон[швед.]
- Праздничная музыка для оркестра, соч. 22 (1939); первое исполнение 6 июля 1939 на радио Швеции, дирижёр Т. Манн
- Дивертисменты для малого оркестра, соч. 15 (1935); премьера 18 октября 1936 в Гётеборге, Гётеборгский оркестр, дирижёр Т. Манн
- Музыка для оркестра, соч. 40 (1949)
- Три оркестровые пьесы, соч. 49 (1960); премьера 26 января 1962 на радио Швеции, Стокгольмский филармонический оркестр, дирижёр С. Эрлинг[швед.]
- Intrada (1961)
- Оркестровые вариации, соч. 50 (1962); первое исполнение 3 марта 1963 на шведском радио, дирижёр С. Эрлинг
- Due auguri, соч. 62 (1971); премьера 7 сентября 1971, оркестр Шведского радио, дирижёр С. Вестерберг
- Barococo, сюита для оркестра, соч. 64 (1973); премьера 13 октября 1974 в Роо, Хельсинборг, дирижёр Уго Андерссон
- Musica permutatio, соч. 66 (1980); премьера 27 февраля 1982 в Бервальд-холле, симфонический оркестр шведского радио, дирижёр Йоран Нильсон[швед.]

для камерного оркестра
- Пасторальная сюита, соч. 19 (1938); первое исполнение 23 мая 1939 на Шведском радио
- Лирическая фантазия, соч. 54 (1967); первое исполнение 10 ноября 1967, симфонический оркестр Шведского радио, дирижёр С. Вестерберг

для струнного оркестра
- Симфониетта, соч. 10 (1932); премьера 14 декабря 1932 года в Гётеборге, Гётеборгский оркестр, дирижёр Т. Манн
- Малая серенада, соч. 12 (1934); премьера 7 марта 1934 в Евле, Евлеборгский оркестр, дирижировал автор
- Две пьесы № 1, Анданте; премьера 12 ноября 1944 на шведском радио, дирижировал автор
- Адажио, соч. 48 (1960); премьера 3 ноября 1961 на Шведского радио, Гётеборгский оркестр, дирижёр С. Экерберг
- Серенада для виолончели соло, 2-х скрипок и струнного оркестра (1936)
- Пастораль для флейты, кларнета, арфы и небольшой струнного оркестра (1937)
- Сюита Густава для флейты, клавесина и струнного оркестра, соч. 28 (1943—1944); первое исполнение 9 декабря 1944 на шведском радио, камерный оркестр Шведского радио, дирижировал автор
- Шведская страна, лирическая сюита для малого струнного оркестра, соч. 27 (1941)

концерты
- Концерт для виолончели с оркестром, соч. 37 (1947); первое исполнение 29 апреля 1948 на шведском радио, Гуннар Норби[швед.], дирижёр Т. Манн
- Концерт для скрипки с оркестром, соч. 42 (1952); премьера 11 января 1953 на шведском радио, Андре Гертлер, дирижёр С. Фрикберг
- Концерт для саксофона и струнного оркестра, соч. 42 (1934); посвящён С. Рашеру; первое исполнение 27 ноября 1934 в Норрчёпинге, С. Рашер, дирижёр T. Беннер[швед.]
- Двенадцать концертино для различных сольных инструментов и струнного оркестра, соч. 45, № 1-12 (1955—1957)
  - № 1 для флейты (1955); премьера 27 октября 1957 на шведском радио, К. Ашац[швед.] и оркестр радио Норрчёпинга, дирижёр Г. Блумстедт
  - № 2 для гобоя (1955)
  - № 3 для кларнета (1957); премьера 23 ноября 1957 на шведском радио, Т. Янсон[швед.] и Симфонический оркестр Шведского радио, дирижёр Г. Блумстедт
  - № 4 для фагота (1955); премьера 10 декабря 1957 на шведском радио, Tore Rönnerbäck и оркестр радио Гётеборга, дирижёр Г. Штерн[швед.]
  - № 5 для валторны (1955); премьера 24 января 1958 в Мальмё, В. Ланцки-Отто, оркестр радио Мальмё, дирижёр С. Аксельсон[швед.]
  - № 6 для трубы (1957); первое исполнение 2 февраля 1958 в Стокгольме, Göran Åkerstedt, дирижёр С.-Э. Бек[швед.]
  - № 7 для тромбона (1955); премьера 16 февраля 1958 в Хельсингборге, Sven E. Svensson и Хельсингборгский симфонический оркестр, дирижёр Х. фон Эйхвальд
  - № 8 для скрипки (1956); премьера 13 марта 1958 в Гётеборге, Л. Берлин[швед.] и оркестр Гётеборгского радио, дирижёр С. Экерберг
  - № 9 для альта (1957); премьера 1 марта 1958 на шведском радио, B. Appelbom и Симфонический оркестр Шведского радио, дирижёр Т. Манн
  - № 10 для виолончели (1956); первое исполнение 7 апреля 1958 в Ингезунде (Арвика), Г. Векки, дирижёр Н. Валлин[швед.]
  - № 11 для контрабаса (1957); первое исполнение 25 апреля 1958 в Стокгольме, Торстен Шегрен, дирижёр С. Петтерссон
  - № 12 для фортепиано (1957); премьера 18 мая 1958 на шведском радио, К. Ларетей и Симфонический оркестр Шведского радио, дирижёр Г. Блумстедт

для струнного квартета
- Интимные миниатюры, соч. 20 (1938); первое исполнение 25 октября 1940 в обществе экспериментальной музыки Fylkingen в Стокгольме
- Пять эскизов (1956)
- Струнный квартет № 1, соч. 31 (1944); первое исполнение 21 ноября 1944 на шведском радио, Сконе-квартет
- Quartetto alla serenata, соч. 44 (1955); первое исполнение 10 июня 1955 на Стокгольмском фестивале, квартет Кинделя
- Струнный квартет № 3, соч. 65 (1975); первое исполнение 24 апреля 1976 в Стокгольме, квартет Saulesco

камерная музыка
- Сонатина соль минор для скрипки и фортепиано, соч. 3 (1928); первое исполнение 27 ноября 1928 в кафедральной школе Лунда, Нора и Василий Барановски
- Три ноктюрна для виолончели и арфы (1941); первое исполнение 7 декабря 1941 на шведском радио Густав Грёндаль[швед.] и Janine Moreau
- Четыре темпа (Quattro tempi), дивертисмент для духового квинтета, соч. 55 (1968); премьера 19 января 1969 в Стокгольме, духовой квинтет '54
- Сонатина для виолончели и фортепиано, соч. 60 (1969); премьера 6 ноября 1969 в Мальмё, Hege Waldeland и Janåke Larsson
- Три пьесы для кларнета и фортепиано, соч.61 (1970)
- Утренняя серенада для гобоя, скрипки, альта и виолончели, соч. 63 (1972); премьера 19 февраля 1973 в Гётеборге, Eberhard Boettcher и струнное трио

для фортепиано
- Летние вечера (швед. Linden; 1926) — 6 пьес
- Три поэмы (1926)
- Две юморески (1926)
- 10 двучастных пьес (1932) — первое додекафонное сочинение в шведской музыке
- Сонатина № 1, соч. 16 (1936); первое исполнение 12 апреля 1937 в Стокгольме — Максим Шур.
- швед. Croquiser, соч. 38 (1946—1947) — 6 пьес
- Сонатина № 2, соч. 39 (1947)
- Сонатины, соч. 41 (1950)
- Двенадцать малых пьес, соч. 47 (1960)
- Семь маленьких фуг и прелюдий в старом стиле, соч. 58 (1969)
- Пьесы, соч. 56 (1969)
- Пять пьес, соч. 57 (1969)

музыка к спектаклям
- швед. Färjestället для флейты, гобоя, кларнета и струнных
- для 3 солистов, 3 скрипок и лютни на стихи М. Андерсона к его же пьесе «Тысяча дней Анны Болейн» швед. Anne av de tusen dagarna
- Легенда игр («церковная опера») для речитатива, пяти солистов, хора и оркестра на слова Мартина Хагенфельдта, соч. 36 (1946) — к спектаклю швед. Sankta Lucia; первое исполнение в Королевском театре в Стокгольме, дирижёр Т. Манн
- к пьесам У. Шекспира и Ю. А. Стриндберга

вокальные произведения
- песни, баллады, кантаты, мессы на тексты Я. Гулльберга, Э. Хагстрёма[швед.], К. Гирова[швед.], Д. Андерссона, К. А. Тавастшерны, Э. А. Карлфельдта, К. фон Хейденстама, Х. Мартинсона и других.

### Кинокомпозитор
- 1941 Только женщина (швед. Bara en kvinna; реж. А. Хенриксон[швед.])
- 1941 Женщина на борту (швед. En kvinna ombord; реж. Г. Скоглунд[швед.])
- 1941 Первый дивизион (швед. Första divisionen; реж. Х. Экман)
- 1941 Жизнь продолжается (швед. Livet går vidare; реж. А. Хенриксон)
- 1941 Скандинавский партизан (швед. Snapphanar; реж. О. Оберг[швед.])
- 1942 Опасные дороги (швед. Farliga vägar; реж. А. Хенриксон)
- 1942 Доктор придёт? (швед. Kan doktorn komma?; реж. Р. Хусберг[швед.])
- 1943 Возгорится пламя (швед. Det brinner en eld; реж. Г. Муландер)
- 1943 Эльвира Мадиган (швед. Elvira Madigan; реж. О. Оберг)
- 1943 Хозяин портфеля (швед. Herre med portfölj; реж. Р. Адверсон[швед.])
- 1943 Женщины в неволе (швед. Kvinnor i fångenskap; реж. О. Муландер[швед.])
- 1944 Невидимая стена (швед. Den osynliga muren; реж. Г. Муландер)
- 1944 (швед. Excellensen; реж. Х. Экман)
- 1944 Девушка и дьявол (швед. Flickan och djävulen; реж. Х. Фаустман)
- 1944 Королевская охота (швед. Kungajakt; реж. А. Шёберг)
- 1944 Наркоз (швед. Narkos; реж. Б. Ларссон[швед.])
- 1944 Метель (швед. Snöstormen; реж. О. Оберг)
- 1945 Девушки в порту (швед. Flickor i hamn; реж. О. Оберг)
- 1945 (швед. Galgmannen; реж. Г. Муландер)
- 1945 (швед. Rosen på Tistelön; реж. О. Оберг)
- 1945 Два человека (швед. Två människor; реж. К. Т. Дрейер)
- 1946 Ирис и кровоточащее сердце (швед. Iris och löjtnantshjärta; реж. А. Шёберг)
- 1951 Огниво (швед. Elddonet; реж. Х. Хагерман[швед.])
- 1952 Любовь (швед. Kärlek; реж. Г. Муландер)
- 1953 Большое приключение (швед. Det stora äventyret; реж. А. Суксдорф)
- 1954 Деньги господина Арне (швед. Herr Arnes penningar; реж. Г. Муландер)
- 1955 Единорог (швед. Enhörningen; реж. Г. Муландер) (в титрах не указан)
- 1957 Ночной свет (швед. Nattens ljus; реж. Л.-Э. Кьельгрен[швед.])
- 1958 Лайла (швед. Laila; реж. Р. Хусберг)
- 1961 (швед. Hällebäcks gård; реж. Б. Бломгрен[швед.]) (в титрах не указан)
- 1999 À propos du bunker (короткометражный)

## Память
Имя Л.-Э. Ларссона носят
- гимназия в Лунде[6]
- один из поездов регионального сообщения лена Сконе.